# Els Sterckx

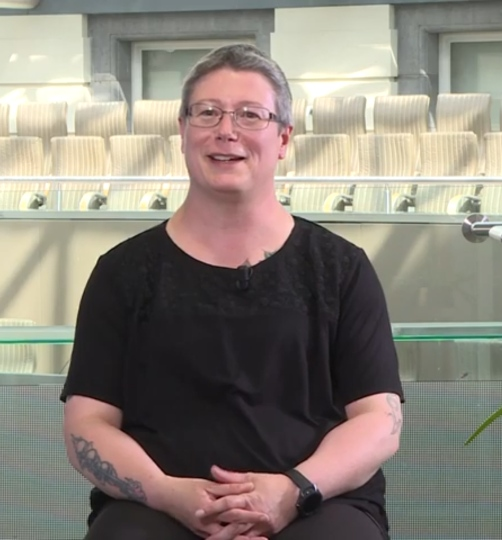
Els Sterckx, 2019

Els Sterckx (Herentals, 31 de janeiro de 1972) é uma política belga-flamenga do partido Vlaams Belang e membro do Parlamento Flamengo .
Stereckx formou-se como motorista de ambulância na Royal School Medical Service. Ela foi conselheira em Wuytsbergen e é a líder do grupo Vlaams Belang no conselho municipal de Herentals. Ela é membro do Parlamento Flamengo desde 2019, representando a região de Antuérpia. No Parlamento Flamengo, ela concentra-se em questões relacionadas ao bem-estar animal.